# Молдавановка (Приморский край)
Молдава́новка — село в Ольгинском районе Приморского края России. Входит в состав Молдавановского сельского поселения.

## География
Село расположено на левом берегу реки Аввакумовка.
Село стоит на автодороге местного значения, отходящей от трассы Р447 к селу Фурманово, до перекрёстка около 4 км, до райцентра посёлка Ольга около 40 км.

## Население
| 1915 | 1926 | 2002 | 2008 | 2010 |
| ---- | ---- | ---- | ---- | ---- |
| 141  | ↗324 | ↘23  | ↘22  | ↘14  |

## Улицы
В селе имеется одна улица: Центральная.

## Экономика
Основа экономики — лесозаготовки, сельское хозяйство мясо-молочного направления и выращивание кормов. Активно развита охота и рыбалка, сбор дикоросов и даров тайги. В осеннее время в Аввакумовке организуется лицензионный лов кеты.

## Связь
Оператор сотовой связи — Билайн и МегаФон. Из-за особенностей рельефа устойчивая связь возможна только на небольшом удалении от села.

## Транспорт
Внутрирайонное автобусное сообщение с посёлком Ольга отсутствует. Добраться можно на попутках или личным транспортом.